# Картер Бейз
Картер Бейз (англ. Carter L. Bays, нар. 12 серпня 1975 в Шейкер-Гайтс, Огайо) — американський шоуранер, продюсер і письменник. Поряд з Томасом Крейгом Бейз є творцем, сценаристом і шоуранером ситкома «Як я познайомився з вашою мамою». За цей серіал Бейз був нагороджений премією Еммі.
В іншій співпраці з Томасом, Бейз став співзасновником групи The Solids. Уривок пісні «Hey, Beautiful», виконаний цією групою, є темою серіалу «Як я познайомився з вашою мамою».

## Біографія

### Ранні роки життя
Бейз народився в Клівленді, штат Огайо. Його батько Джеймс Бейз є корпоративним адвокатом у відставці, а його мама — міністром в Об'єднаній церкві Христа.
У 1997 році Бейз закінчив Весліанський університет. Під час навчання в університеті літом та восени 1996 року, Бейз разом з Томасом Крейгом працювали молодими спеціалістами в департаменті розвитку MTV

### Кар'єра
У 1997 році, після закінчення університету, Бейз і Томас стають співавторами, які пишуть сценарій для американської телепердачі Пізнє шоу з Девідом Леттерманом.
Бейз також написав сценарій для епізодів комедійного мультисеріалу «Американський тато» і «Олівера Біна»

### Особисте життя
Станом на сьогоднішний день Бейз живе в Нью-Йору, разом зі своєю дружиною, Денізою Кокс і трьома дітьми — Піппою, Джорджиною і Джексом. Одна з його дочок з'явилась в кінці телеепізоду «Час трилогії», а інша в кінці телеепізоду «Знято з паузи» (серіал «Як я познайомився з вашою мамою»). Бейз є членом комісії компаніїYoung Playwrights, Inc

## Праці

### Як я познайомився з вашою мамою
- Пілот
- Фіолетова жирафа
- Випадок з ананасом
- Життя серед горил
- Нічого доброго не відбувається після 2 години ночі
- Молоко
- На чому ми зупинилися?
- Футбол в понеділок ввечері
- Платинове правило
- Завтра на настане
- Десять сеансів
- Чудеса
- Я тебе знаю?
- Найкращий бургер в Нью-Йорці
- Вууу!
- Стінсони
- Стрибок
- Дівчина проти костюма
- Кролик чи качка
- Двійники
- Особливі дні
- Архітектура руйнування
- Останні слова

### Олівер Бін
- Танець Бін
- Нуді Мег
- Спекуляції рентгена
- Подорож в Коні-Айленд
- Олівер і видри

### Американський тато
- Стен Аравійський: Частина 2